# Industriebahn Nieder-Ramstadt
Die Industriebahn Nieder-Ramstadt verband den Steinbruch am Wingertsberg in Nieder-Ramstadt mit dem Bahnhof Nieder Ramstadt-Traisa (heute: Mühltal) an der Odenwaldbahn.

## Geschichte
Der Steinbruch wurde 1886 eröffnet. Hier wurden Diorit, Hornfels und Granit gewonnen. Die Industriebahn in der Spurweite von 720 mm wurde im August 1891 in Betrieb genommen. Sie transportierte das gewonnene Gestein zu der Verladeanlage am Bahnhof Nieder Ramstadt-Traisa. Dies geschah zunächst mit Pferden. 1893 kaufte die Firma Gebrüder Leferenz den Steinbruch und brachte ihn 1898 in die Odenwälder Hartstein-Industrie ein. Ab 1903 wurde auf der Industriebahn eine Dampflokomotive, ab 1935 Diesellokomotiven eingesetzt. Während des Zweiten Weltkrieges war der Betrieb eingestellt, die Lokomotiven in Russland eingesetzt. Erst Mitte 1954 wurde die Produktion wieder aufgenommen. 1957 wurde die Industriebahn, 1974 der Steinbruchbetrieb eingestellt.

## Fahrzeuge
Dampflokomotiven:
- Tenderlokomotive Bn2t, Typ 27GG1 von Krauss & Co, München, 1892, Fabriknummer 2596; 1903  von „Basaltwerke Rouselle & Co.“, Hanau, gebraucht gekauft.
- Tenderlokomotive Bn2t von Arnold Jung, Jungenthal, 1922, Fabriknummer 3157.

Diesellokomotiven:
- B-dm von Maschinenfabrik Windhoff AG Fabriknummer 331, Baujahr 1935, LS32sIII (einziges Exemplar dieser Gattung); 1954 auf 750 mm umgespurt und an den Steinbruch Steinefrenz abgegeben
- B-dm von Gmeinder, Fabriknummer 3064, Baujahr 1942; 1951 auf 750 mm umgespurt und an den Steinbruch Steinefrenz abgegeben